# Raïon de Tourotchak
Le raïon de Tourotchak (en russe : Турочакский район), ou aïmak de Touratchak (altaï méridional : Турачак аймак) est un raïon de la république de l'Altaï, en fédération de Russie. Son chef-lieu administratif est Tourotchak.

## Politique et administration

### Statut
Le raïon est un des dix raïons de la république de l'Altaï, dans le district fédéral sibérien. Il est un raïon municipal, et comporte ainsi plusieurs municipalités à l'intérieur de lui.

### Tendances politiques
| Scrutin             | 1er tour | 1er tour | 1er tour | 1er tour | 1er tour | 1er tour | 1er tour | 1er tour | 1er tour | 1er tour | 1er tour | 1er tour | 2d tour                  | 2d tour                  | 2d tour                  | 2d tour                  | 2d tour                  | 2d tour                  | 2d tour                  | 2d tour                  | 2d tour                  | 2d tour                  |
| Scrutin             | 1er      | 1er      | %        | 2e       | 2e       | %        | 3e       | 3e       | %        | 4e       | 4e       | %        | 1er                      | 1er                      | %                        | 2e                       | 2e                       | %                        | 3e                       | %                        | 4e                       | %                        |
| ------------------- | -------- | -------- | -------- | -------- | -------- | -------- | -------- | -------- | -------- | -------- | -------- | -------- | ------------------------ | ------------------------ | ------------------------ | ------------------------ | ------------------------ | ------------------------ | ------------------------ | ------------------------ | ------------------------ | ------------------------ |
| Présidentielle 2012 |          | ER       | 59,61    |          | KPRF     | 21,71    |          | LDPR     | 7,40     |          | SE       | 7,03     | Victoire au premier tour | Victoire au premier tour | Victoire au premier tour | Victoire au premier tour | Victoire au premier tour | Victoire au premier tour | Victoire au premier tour | Victoire au premier tour | Victoire au premier tour | Victoire au premier tour |
| Présidentielle 2018 |          | ER       | 70,22    |          | KPRF     | 17,68    |          | LDPR     | 8,72     |          | GRANI    | 0,87     | Victoire au premier tour | Victoire au premier tour | Victoire au premier tour | Victoire au premier tour | Victoire au premier tour | Victoire au premier tour | Victoire au premier tour | Victoire au premier tour | Victoire au premier tour | Victoire au premier tour |

## Localités
| Liste des localités | Liste des localités | Liste des localités | Liste des localités | Liste des localités |
| N°                  | Localité            | Statut              | Population 2010     | Population 2021     |
| ------------------- | ------------------- | ------------------- | ------------------- | ------------------- |
| 1                   | Artybach            | village             | 560                 | 616                 |
| 2                   | Biïka               | village             | 571                 | 507                 |
| 3                   | Verkh-Biïsk         | village             | 507                 | 481                 |
| 4                   | Daïbovo             | village             | 10                  | 1                   |
| 5                   | Dmitrievka          | village             | 634                 | 566                 |
| 6                   | Iogatch             | village             | 1289                | 1 263               |
| 7                   | Itkoutch            | village             | 0                   | 0                   |
| 8                   | Kanatchak           | village             | 103                 | 69                  |
| 9                   | Kaïachkan           | village             | 143                 | 70                  |
| 10                  | Kébezen             | village             | 661                 | 545                 |
| 11                  | Kourmatch-Baïgol    | village             | 214                 | 16                  |
| 12                  | Lebedskoïé          | village             | 0                   | 2                   |
| 13                  | Maïsk               | village             | 185                 | 80                  |
| 14                  | Novo-Troïtsk        | village             | 46                  | 23                  |
| 15                  | Ogni                | village             | 21                  | 3                   |
| 16                  | Ozero-Koureïevo     | village             | 381                 | 291                 |
| 17                  | Sankine Aïl         | village             | 102                 | 71                  |
| 18                  | Sovetski Baigol     | village             | 12                  | 1                   |
| 19                  | Stari Kébezen       | village             | 153                 | 146                 |
| 20                  | Stretinka           | village             | 0                   | 0                   |
| 21                  | Souranach           | village             | 44                  | 203                 |
| 22                  | Siouria             | village             | 4                   | 0                   |
| 23                  | Talon               | village             | 32                  | 16                  |
| 24                  | Tondochka           | village             | 329                 | 257                 |
| 25                  | Touloï              | village             | 224                 | 165                 |
| 26                  | Tourotchak          | village             | 5582                | 5 250               |
| 27                  | Oudalovka           | village             | 180                 | 133                 |
| 28                  | Oust-Lebed          | village             | 3                   | 0                   |
| 29                  | Oust-Pyja           | village             | 162                 | 154                 |
| 30                  | Tchouïka            | village             | 99                  | 34                  |
| 31                  | Chounarak           | village             | 46                  | 23                  |
| 32                  | Iaïliou             | village             | 187                 | 188                 |

## Tourisme
Iogatch et Artybash avec le lac Teletskoïe et la station de ski du lac génèrent une importante activité touristique dans la région.